# William H. Boyce

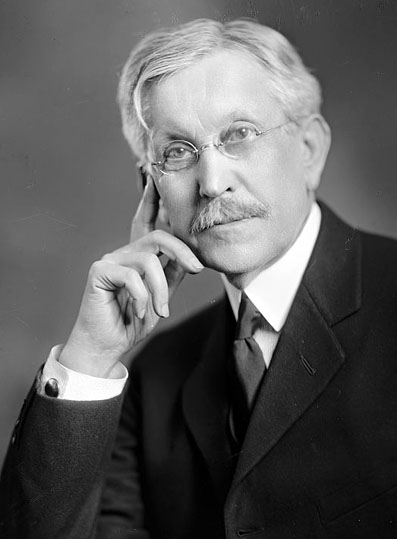
William H. Boyce

William Henry Boyce (* 28. November 1855 bei Laurel, Delaware; † 6. Februar 1942 in Dover, Delaware) war ein US-amerikanischer Politiker. Zwischen 1923 und 1925 vertrat er den Bundesstaat Delaware im US-Repräsentantenhaus.

## Werdegang
William Boyce besuchte die Grundschulen seiner Heimat und danach die Laurel Academy. Zwischen 1875 und 1880 unterrichtete er selbst als Lehrer in Laurel und dann bis 1881 in Oxford (Maryland). Von 1881 bis 1886 war William Boyce Grundbuchbeamter im Sussex County in Delaware. Nach einem Jurastudium und seiner Zulassung als Rechtsanwalt arbeitete er zwischen 1887 und 1897 in diesem Beruf in Georgetown. In den Jahren 1883 bis 1886 war Boyce auch Mitglied im Schulrat dieser Stadt, in der er von 1895 bis 1897 auch noch als Vorsitzender des Stadtrats fungierte. Boyce war von 1887 bis 1890 auch Hauptmann in der Nationalgarde von Delaware.
Politisch schloss sich Boyce der Demokratischen Partei an, deren Vorsitz er im Sussex County zwischen 1893 und 1897 innehatte. In den Jahren 1896 und 1924 war er Delegierter zu den jeweiligen Democratic National Conventions. Zwischen Januar und Juni 1897 war er als Secretary of State geschäftsführender Beamter der Staatsregierung von Delaware. Danach war er bis 1921 Richter am Obersten Gerichtshof seines Staates.
1922 wurde Boyce in das US-Repräsentantenhaus in Washington, D.C. gewählt. Dort löste er am 4. März 1923 Caleb R. Layton von der Republikanischen Partei ab, den er bei den Wahlen geschlagen hatte. Da er aber bei den Wahlen des Jahres 1924 mit 41 % zu 59 % der Wählerstimmen gegen Robert G. Houston verlor, konnte er bis zum 3. März 1925 nur eine Legislaturperiode im US-Kongress absolvieren. Nach dem Ende seiner Zeit im Repräsentantenhaus arbeitete Boyce bis 1936 wieder als Rechtsanwalt. Danach zog er sich in den Ruhestand zurück. Der mit Emma E. Valliant verheiratete Politiker starb im Februar 1942 in Dover und wurde dort auch beigesetzt.